# Овруч (авіабаза)
Авіабаза «Овруч» — колишня військова авіаційна база, що розташовувалась у Житомирській області за 8 км на південний захід від міста Овруч. 
За радянських часів тут дислокувався 69-й бомбардувальний авіаційний полк, на озброєнні якого знаходились бомбардувальники Су-24 та Су-17. У 1993 році військову частину перебазували в село Черляни Львівської області. Авіабаза Овруч стала місцем зберігання і утилізації літаків.